# Marco Arana
Marco Antonio Arana Zegarra (Cajamarca, 20 de octubre de 1962) es un político, sociólogo, teólogo, catedrático y ex-sacerdote peruano, fundador, presidente y líder del Movimiento Tierra y Libertad.

## Biografía
Marco Arana es hijo de dos profesores y el segundo de cuatro hermanos. Su madre, Alcina Zegarra, natural de Pataz en La Libertad, fue profesora en un campamento minero; y su padre, César Arana, nació en Cajamarca en donde ejerció como profesor del área rural.
Sus estudios de educación primaria los hizo en la escuela de los Hermanos Maristas en Cajamarca y la secundaria en el Colegio Experimental Antonio Guillermo Urrelo. Desde muy joven participó en las comunidades cristianas juveniles, desarrollando actividades de labor social.
En 1979, a los 17 años, ingresa al Seminario Mayor San José de Cajamarca y, a su vez, inició sus estudios de sociología en la Universidad Nacional de Cajamarca, especializándose en el área de desarrollo rural. También llevó cursos de filosofía.
En 1985 llega a Lima para continuar sus estudios seminarísticos y en 1989 termina sus estudios de teología en el Instituto Superior de Estudios Teológicos Juan XXIII. Durante este período radicó en el distrito de San Juan de Lurigancho y en 1990 es finalmente ordenado sacerdote diocesano.
En 1994 tuvo la oportunidad de viajar a Roma para estudiar teología en la Universidad Gregoriana de Roma, en la cual se graduó con honores.
Realizó una maestría en Sociología (1997-1998) especializándose en Gestión y Políticas Públicas en la Pontificia Universidad Católica del Perú gracias a una beca de estudios del Consejo Interuniversitario Belga. Su tesis fue la primera en el Perú sobre conflictos socioambientales, lo cual le permitió nuevamente graduarse con honores.
Al año siguiente (1999) siguió un diplomado sobre agua y saneamiento en la Facultad de Ingeniería de la Universidad Nacional de Cajamarca.
En el 2002 viaja a Estados Unidos para complementar su formación académica con un diplomado en Gerencia Social en el Instituto Interamericano de Desarrollo Social, en Washington.

## Activismo ambiental
En 1985 fue invitado al distrito de Hualgayoc, donde operan las minas más antiguas de Cajamarca, para realizar un vídeo documental sobre la minería y el impacto de esta sobre la agricultura, donde pudo apreciar las insanas condiciones en las cuales adultos y niños se internaban en la mina, hasta mil metros bajo el nivel del mar, sin cascos ni zapatos.
Cinco años más tarde y ya ordenado sacerdote, desarrolló un programa de comedores parroquiales en la comunidad de Porcón. Las actividades fueron ampliándose llegando a impartir cursos de nutrición, cuidado de niños y jornadas de desparasitación. Posteriormente y con la ayuda de la comunidad, logró fundar el Colegio Cristo Ramos de Porcón, lo cual permite que jóvenes de escasos recursos tengan acceso a una educación secundaria de calidad.
En 1993, con la ayuda del Centro Episcopal de Acción Social denunció la expropiación de tierras de los campesinos por parte de la empresa minera Newmont y Buenaventura, cuyos funcionarios norteamericanos finalmente aceptaron su responsabilidad y pagaron una indemnización a los afectados.
En 1999 formó EcoVida, la primera organización ecológica del Perú, junto con jóvenes activistas, biólogos, sociólogos y educadores de la Universidad Nacional de Cajamarca. Con esta organización realizaron varias iniciativas, como la «Campaña para salvar el río San Lucas» y la «Toma de conciencia sobre la quema de plástico».
Otra de las iniciativas que desarrolló fue la creación de brigadas de educadores ambientales, que contó con el apoyo de las Hermanas Franciscanas y que tenía como objetivo ayudar a la población en la formación de biohuertos y en la instalación de cocinas mejoradas.
En el 2002 crea el Grupo de Formación e Intervención para el Desarrollo Sostenible (GRUFIDES) junto a activistas que se centraron en el problema de las comunidades, derechos humanos y derechos ecológicos.
En el año 2003 con GRUFIDES realiza el proyecto Caminos rurales para la lucha contra la pobreza, que incluía seis estudios sobre carreteras en zonas de pobreza extrema, además del proyecto «Desarrollo de capacidades para la resolución de conflictos ambientales», con el que ganaron una distinción del programa Sierra y Democracia.
A inicios de 2011, el documental «Operación Diablo» de Stephanie Boyd, en el que participa Marco Arana, recibe el Premio Internacional de Película Sobre Derechos Humanos del Festival Internacional de Cine de Berlín. En él se muestra la difícil relación con las empresas mineras.

## Vida política

### Movimiento Tierra y Libertad
En abril de 2009 funda el Movimiento Tierra y Libertad, de tendencia ecologista e izquierdista. En febrero de 2010 es suspendido como sacerdote y decide dedicarse en exclusiva a su candidatura política con miras a las elecciones generales del Perú de 2011. Sin embargo, su partido no tenía aún inscripción electoral propia y busca promover una amplia alianza de partidos progresistas y de izquierda con los movimientos sociales, de cuyo proceso se lo propone como candidato presidencial. Sin embargo, su postulación no se consolida entre los electores, por lo que desiste temporalmente de su candidatura.
Luego de casi tres años de recojo de firmas, en abril de 2012 logra inscribir ante el Jurado Nacional de Elecciones al partido político Tierra y Dignidad, a partir del cual promovió, junto con otros partidos, la creación de un frente amplio de izquierda con miras al proceso electoral del año 2016. En octubre de 2015 se presenta en las elecciones primarias de dicho partido para ser candidato a las elecciones presidenciales del siguiente año, quedaría en segundo lugar detrás de la congresista cusqueña Verónika Mendoza.

### Conflicto minero de Conga
En noviembre de 2011 junto a Gregorio Santos (Presidente Regional de Cajamarca) y dirigentes locales de Cajamarca, inicia un frente con la consigna de buscar la inviabilidad del proyecto minero Conga, el cual estaba a cargo de la empresa Minera Yanacocha.
Esta empresa había presentado un Estudio de Impacto Ambiental (EIA) con serias deficiencias, las cuales fueron observadas por el ex Viceministro de Gestión Ambiental José De Echave.
El Ministerio del Ambiente se pronunció y cuestionó el EIA presentado por la empresa minera Yanacocha, la que, a su vez, negó que el EIA presentado tuviera errores.
Las recomendaciones que se le hicieron al EIA no fueron acatadas por la minera, estas fueron tres:
1. Las lagunas Perol y Mala, debajo de las cuales existe la presencia certificada de roca mineralizada, serían vaciadas con fines de aprovechamiento mineralógico; y las lagunas Azul y Chica serían vaciadas y utilizadas como depósitos de desmontes. Se recomendó que se realice un mayor análisis ambiental y social para determinar la reubicación de dichos depósitos dentro del área de influencia del Proyecto, en zonas distintas a las ocupadas por dichas lagunas.
2. Los costos ambientales y sociales asociados al Proyecto Conga deben ser adecuadamente valorados en función a los impactos que este generará en sus etapas de construcción, operación y cierre. Por tanto, dichos costos deberían ser compensados adecuadamente (fideicomiso, fondos de garantía y otros), teniendo en cuenta el nivel de inversión (aproximadamente 4,800 millones de dólares) y las ganancias que se obtendrían por la ejecución de dicho proyecto (vinculadas al procesamiento de 3,1 billones de libras de cobre y 11,6 millones de onzas de oro).
3. La Ley de Recursos Hídricos, en su artículo 75.º, reconoce a las cabeceras de cuenca como zonas ambientalmente vulnerables, pudiendo inclusive declararse su intangibilidad. Toda vez que el Proyecto se desarrollará sobre una cabecera de cuenca que abastece a cinco microcuencas, se recomienda efectuar una mayor evaluación, a través de un experto reconocido en la materia, de las características hidrológicas e hidrogeológicas de dicha cabecera y de sus funciones ecosistémicas.

A finales de mayo de 2012, se inicia un paro regional y luego de continuas movilizaciones masivas, paros y huelgas de diferentes gremios. En respuesta y ante la muerte de cinco civiles participantes de las movilizaciones (en Celendín y Bambamarca) y la represión policial excesiva, el gobierno declaró el estado de emergencia en las provincias mencionadas y en Cajamarca el 4 de julio de 2012. Estando vigente el estado de emergencia, Arana se colocó un cartel en el pecho con frases alusivas a la protesta y se sentó en una banca de la Plaza de Armas de la ciudad principal, al ver esto la policía lo detuvo por varias horas, propinándole una andanada de golpes durante su traslado a la comisaría. Luego de ser liberado Arana denunció que fue golpeado e insultado por la policía durante su retención.

### Frente Amplio
En 2015 y junto con otros partidos, forman una alianza denominada el Frente Amplio por Justicia, Vida y Libertad; el cual en elecciones internas elige como candidata a la presidencia del Perú a la congresista cusqueña Verónika Mendoza y como primer vicepresidente a Marco Arana.

### Congresista
En las elecciones de 2016 el Frente Amplio se convierte en la primera minoría del parlamento y Arana fue elegido Congresista. En estas elecciones la alianza liderada por Verónika Mendoza obtiene 20 representantes en el Parlamento Nacional.
En julio de 2017, tras un año de enfrentamientos internos entre las facciones de Arana y Mendoza, la bancada del Frente Amplio oficializó su ruptura. El grupo Nuevo Perú (simpatizantes de Mendoza) indica que «esta es una salida ante el desgaste en la bancada donde no hay consensos y un adecuado funcionamiento con participación de los 20 congresistas» y que no perderán «un minuto más en peleas que nos distraen de los problemas de los peruanos y de las peruanas» debido a las discrepancias con la facción de Tierra y Libertad liderada por Marco Arana.
En oficio enviado por Nuevo Perú a Marco Arana, se lee: «El diálogo que usted pretende iniciar, luego de habernos excluido hace más de dos meses de la toma de decisiones del grupo parlamentario, excluyendo de las reuniones o dejando de convocarlas, es una farsa a la que no nos vamos a prestar».
Por su parte Marco Arana, luego de un oficio que los seguidores de Mendoza envían a la Mesa Directiva del Congreso donde lo desconocen como vocero de la bancada del Frente Amplio, calificó esto como un «acto irreflexivo, desproporcionado, antirreglamentario y antidemocrático» y reafirmó su liderazgo en el Frente Amplio indicando que «Los que quieren irse no están obligados a quedarse» y que «En la nueva legislatura no habrá dos bancadas del Frente Amplio. Hay una sola y va a ser la misma. Lo que puede haber son congresistas que renuncien o sean expulsados...»
Un hecho que elevó el nivel de desacuerdos se dio cuando el congresista por Apurímac, Richard Arce, (de la facción de Verónika Mendoza) se confabuló con la bancada fujimorista de Fuerza Popular para iniciar un proceso disciplinario e intimidatorio contra Marco Arana basándose en mentiras para intentar su suspensión o desafuero.
El carácter insalvable de las discrepancias políticas entre los sectores de Marco Arana y Verónika Mendoza quedaron expuestas en el primer proceso de vacancia presidencial contra Pedro Pablo Kuczynski, en donde el Frente Amplio, liderado por Marco Arana, votó en bloque a favor de la vacancia mientras que los congresistas de Nuevo Perú se retiraron del hemiciclo segundos antes de que se iniciara la votación. La posición de Marco Arana en este proceso fue porque «la vacancia la lidera el mismo presidente. (...) Este presidente les mintió a sus electores, les ocultó sus conflictos de intereses».

## Distinciones
- 2004 - Premio Nacional de la Coordinadora Nacional de Derechos Humanos
- 2005 - Premio Nacional de Sociólogos del Perú
- 2006 - Premio Eloy Rivas de la Coordinadora Nacional de Radios[2]
- 2009 - Héroe Ambiental - revista Time[18]
- 2010 - Premio de la Paz de Aquisgrán - Alemania[19][20]

## Investigaciones y publicaciones
- Minería, pobreza y contaminación (2000)
- Desarrollo y minería (2001)
- Rol de las ONG en las Mesas de concertación de lucha contra la pobreza (2002)
- Mesas de concertación y participación ciudadana (2002)
- Resolución de conflictos medioambientales en la microcuenca del río Porcón Cajamarca 1993-2002 (2002)
- Promoción y cuidado de la salud de adolescentes y jóvenes: haciendo realidad el derecho de la salud (2004)
- Aportes de la cultura andina a la nueva cultura del agua (2009)
- Cuidar la Amazonia, de otro modo no tendremos futuro (2009)